# Partito Liberal Democratico (Slovenia)
Il Partito Liberal Democratico (in sloveno: Liberalno Demokratska Stranka - LDS) è stato un partito politico sloveno di orientamento liberale e riformista.
Il partito è nato nel 1989 con la denominazione di Partito Liberale, dalla Lega della Gioventù Socialista di Slovenia (ZSMS - Zveza socialistične mladine Slovenije), ala giovanile della Lega dei Comunisti, che aveva assunto, a partire dalla seconda metà degli anni ottanta, una posizione sempre più critica verso alcuni aspetti della politica dell'establishment comunista sloveno e jugoslavo.
Nel 1990 il partito cambiò il nome in Partito Liberal Democratico.
Alle prime elezioni democratiche del 1990, il Partito Liberal Democratico divenne il secondo partito più votato del paese. Rimase all'opposizione fino al 1992 quando, in seguito alla frattura in seno alla Coalizione DEMOS (Opposizione democratica della Slovenia), assunse un ruolo decisivo nel nuovo governo di transizione guidato da Janez Drnovšek. Nello stesso anno vinse le elezioni parlamentari.
Nel 1994 si congiunse con alcuni partiti minori, come il Partito Democratico e il Partito Socialista di Slovenia, per formare Democrazia Liberale di Slovenia.

## Risultati elettorali
| Elezione          | Voti    | %     | Seggi   |
| ----------------- | ------- | ----- | ------- |
| Parlamentari 1990 | 156.843 | 14,5  | 12 / 80 |
| Parlamentari 1992 | 278.851 | 23,46 | 22 / 90 |